# 美馬市地域交流センター
美馬市地域交流センター（みましちいきこうりゅうセンター）は、徳島県美馬市脇町大字猪尻にある複合施設。愛称はミライズ。
脇町地区の中心市街地に位置し、市民ホール、美馬市立図書館、市民サービスセンター、観光情報の発信等、様々な機能を持つ新たな交流拠点となる複合施設である。

## 歴史
2014年（平成26年）11月30日に閉店したショッピングコアパルシーを美馬市が買い取り、全面改装したうえで、2018年（平成30年）5月13日に美馬市地域交流センター「ミライズ」が開館した。

## 施設
| - B1F - 楽屋 - 地下駐車場 | - 1F - 総合事務室 - 市民のハコ（市民サービスセンター） - 美馬市民ホール - ホワイエ - 脇町うだつ鋼板 - キョーエイ脇町店 - 観光のハコ（観光情報発信センター） - 工房のハコ - 活動のハコ - 会議のハコ - 奏でるハコ大 - 奏でるハコ小 - 縁側のハコ | - 2F - 美馬市立図書館 - 子育て支援センター みらい - 小規模保育所 ワールドキッズ mima - 料理のハコ - 趣味のハコ大 - 趣味のハコ小 - 和のハコ大 - 和のハコ小 - 運動のハコ - 集いのハコ - コワーキングスペース アンドワーク | - RF - 屋上広場 |  |

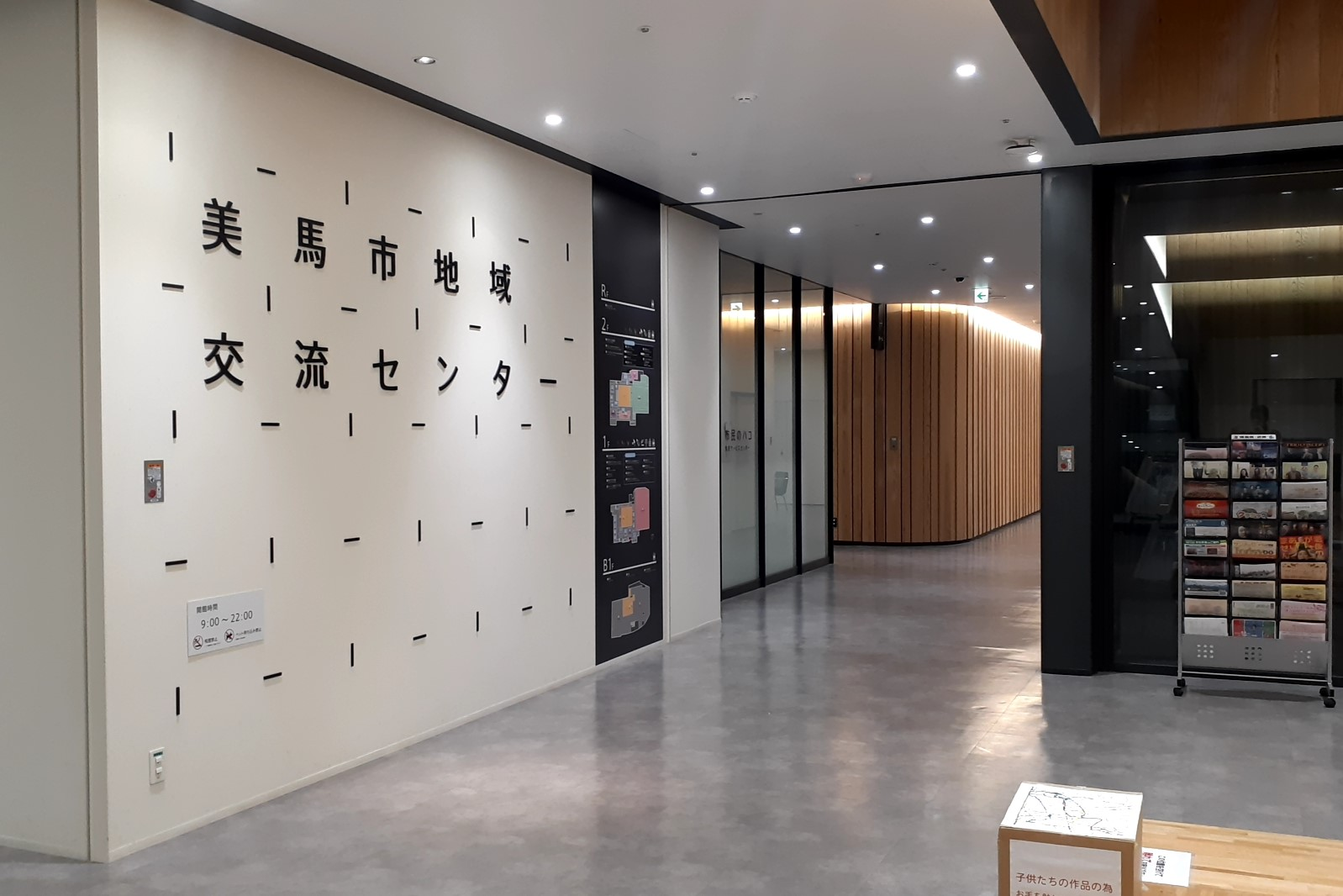
館内
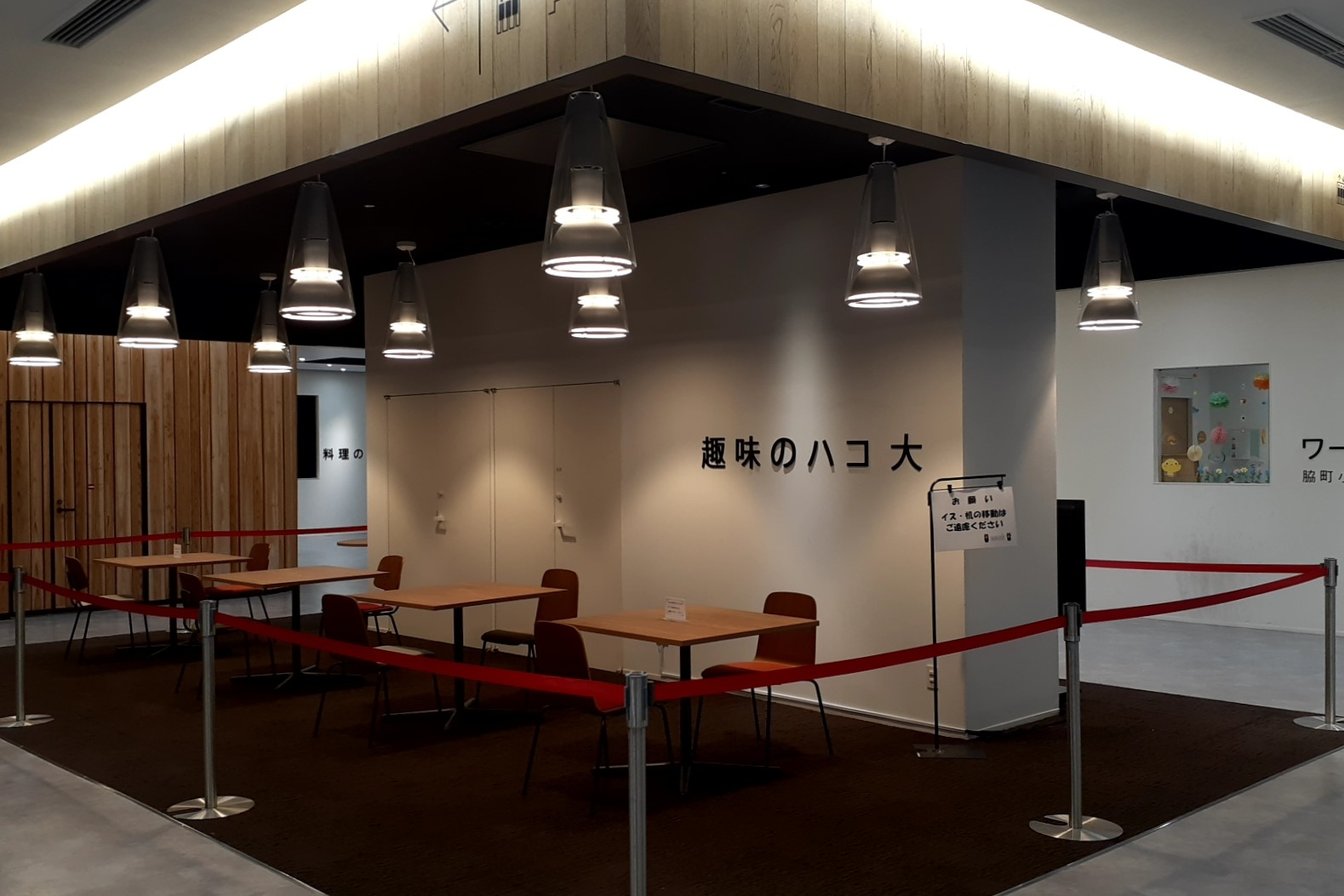
「趣味のハコ大」
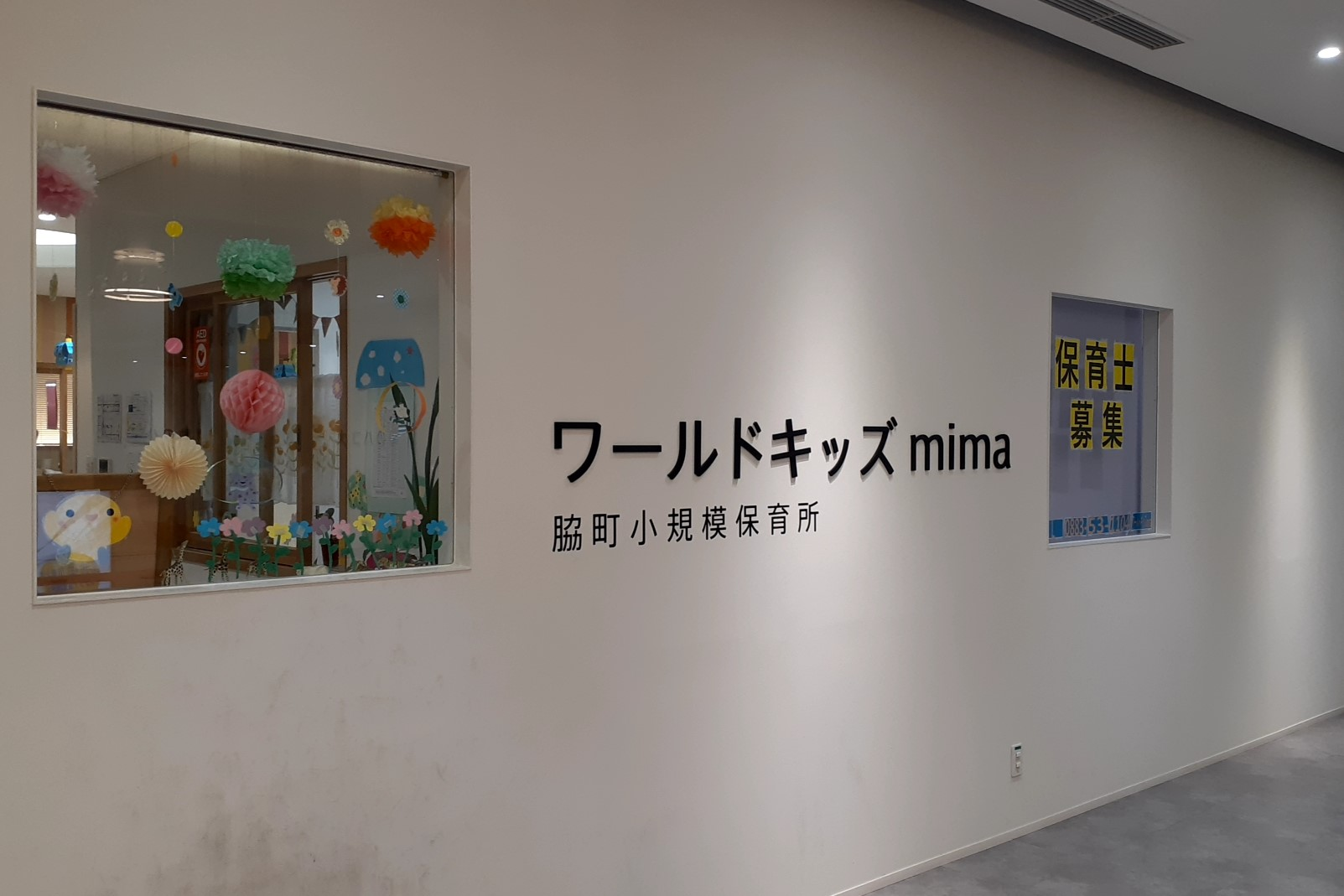
小規模保育所 ワールドキッズ mima
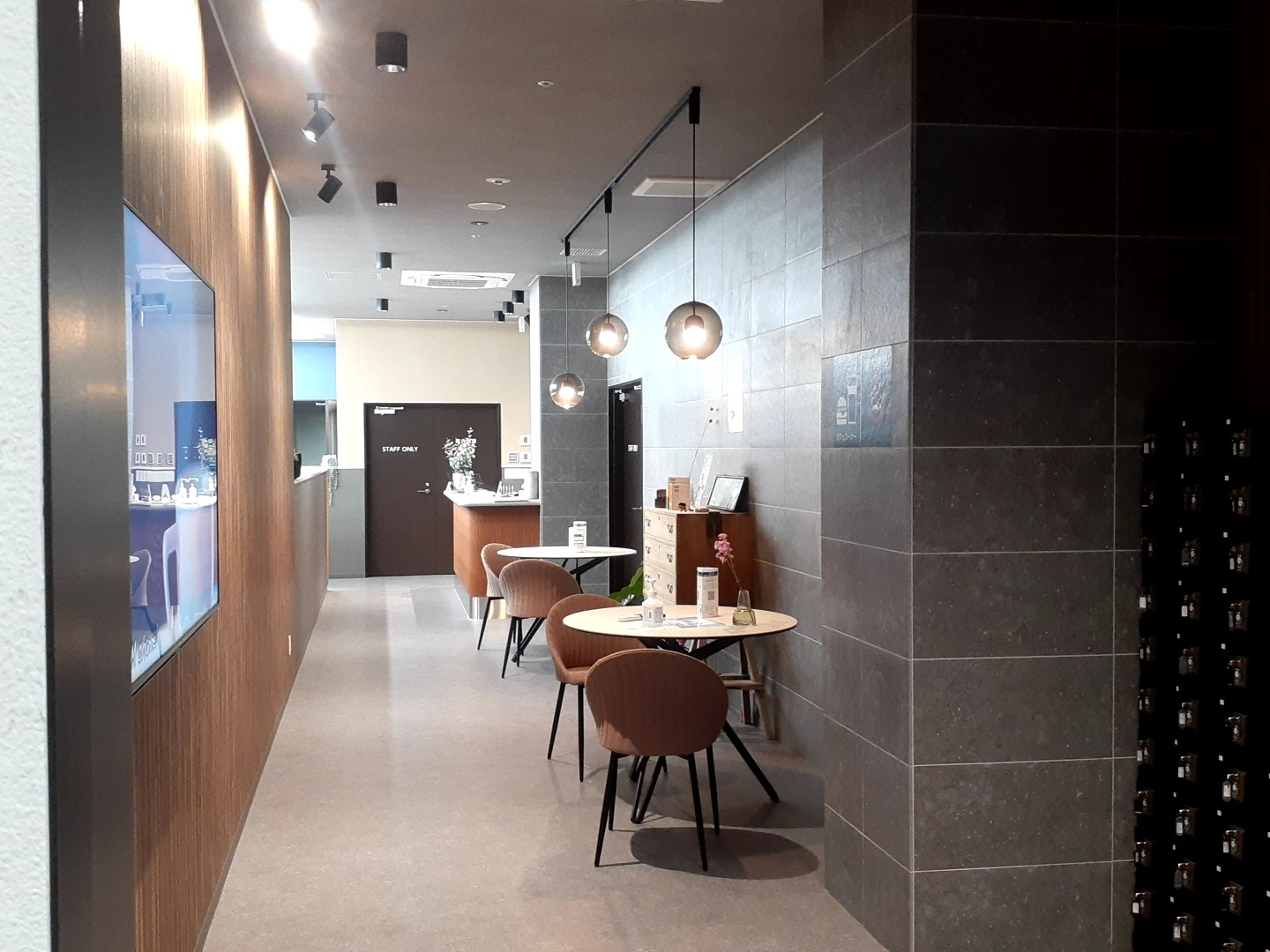
コワーキングスペース アンドワーク

## 交通
- 徳島自動車道脇町インターチェンジより車で約8分。
- JR徳島線穴吹駅より美馬市営バス乗車、オデオン座南停留所下車、徒歩1分。